# Irán az 1968. évi téli olimpiai játékokon
Irán a franciaországi Grenoble-ban megrendezett 1968. évi téli olimpiai játékok egyik részt vevő nemzete volt. Az országot az olimpián 1 sportágban 4 sportoló képviselte, akik érmet nem szereztek.

## Alpesisí
Férfi
| Versenyző            | Versenyszám      | Selejtező | Selejtező | Selejtező     | Selejtező     | Döntő    | Döntő    | Döntő    | Döntő    | Döntő      | Döntő      |
| Versenyző            | Versenyszám      | 1. futam  | 1. futam  | 2. futam      | 2. futam      | 1. futam | 1. futam | 2. futam | 2. futam | Összesítés | Összesítés |
| Versenyző            | Versenyszám      | Idő       | Hely.     | Idő           | Hely.         | Idő      | Hely.    | Idő      | Hely.    | Idő        | Helyezés   |
| -------------------- | ---------------- | --------- | --------- | ------------- | ------------- | -------- | -------- | -------- | -------- | ---------- | ---------- |
| Fayzollah Band Ali   | Lesiklás         |           |           |               |               |          |          |          |          | 2:27,07    | 68.        |
| Fayzollah Band Ali   | Műlesiklás       | 58,90     | 4.        | nem ért célba | nem ért célba | kiesett  | kiesett  | kiesett  | kiesett  | kiesett    | kiesett    |
| Fayzollah Band Ali   | Óriás-műlesiklás |           |           |               |               | 2:05,44  | 74.      | 2:04,64  | 70.      | 4:10,08    | 70.        |
| Lotfolláh Kiásemsaki | Lesiklás         |           |           |               |               |          |          |          |          | 2:23,60    | 66.        |
| Lotfolláh Kiásemsaki | Műlesiklás       | 57,18     | 5.        | nem ért célba | nem ért célba | kiesett  | kiesett  | kiesett  | kiesett  | kiesett    | kiesett    |
| Lotfolláh Kiásemsaki | Óriás-műlesiklás |           |           |               |               | 2:05,10  | 73.      | 2:07,45  | 72.      | 4:12,55    | 71.        |
| Ali Saveh            | Lesiklás         |           |           |               |               |          |          |          |          | 2:47,88    | 73.        |
| Ali Saveh            | Műlesiklás       | 57,93     | 4.        | 57,87         | 2.            | kiesett  | kiesett  | kiesett  | kiesett  | kiesett    | kiesett    |
| Ali Saveh            | Óriás-műlesiklás |           |           |               |               | 2:17,78  | 85.      | 2:05,94  | 71.      | 4:23,72    | 77.        |